# RasGas
RasGas Company Limited — катарская компания, занимающаяся производством сжиженного природного газа (СПГ). Является операционной компанией группы «RasGas», которой принадлежит завод по производству СПГ «RasGas» в городе Рас-Лаффан. 
Кроме того, группа «RasGas» управляет гелиевым заводом (Ras Laffan Helium Plant) и проектами «Al Khaleej Gas» и «Barzan Gas» по очистке добываемого природного газа и его последующей продаже потребителям в Катаре, также расположенными в г. Рас-Лаффан.

## История
Компания "RasGas Company Limited" была создана в 2001 году как совместное предприятие Qatar Petroleum и ExxonMobil, причем катарской монополии принадлежит 70 % капитала компании.
В группу "RasGas" входят следующие компании (доли акционеров в каждой различны, однако доля "Qatar Petroleum" в этих компаниях не ниже 63 процентов):
- «Ras Laffan Liquefied Natural Gas Company Limited» — образована в 1993 году для строительства и управления первыми двумя производственными линиями завода СПГ "RasGas", каждая из которых мощностью 3,3 млн т СПГ в год;
- «Ras Laffan Liquefied Natural Gas Company Limited (II)» — образована в 2001 году для строительства и управления 3-й, 4-й и 5-й линиями завода СПГ, каждая из которых мощностью 4,7 млн т СПГ в год;
- «Ras Laffan Liquefied Natural Gas Company Limited (3)» — образована в 2005 году для строительства и управления 6-й и 7-й линиями завода, каждая из которых мощностью 7,8 млн т СПГ в год (Mega-Trains);
- «Exxon Mobil Middle East Gas Marketing Limited (Al Khaleej Gas)» — занимается очисткой добываемого природного газа с месторождения "Северное" (Khuff Reservoir of the North Field) и последующей продажей трубопроводного газа потребителям в Катаре[2];
- «Ras Laffan Helium» — занимается производством жидкого гелия из природного газа, добываемого группами "RasGas" и "Qatargas" с месторождения "Северное". Имеет две производственные линии (Ras Laffan Helium 1 и Ras Laffan Helium 2). Ras Laffan Helium 1 производит 9,2 тонн чистого гелия в день, Ras Laffan Helium 2 — 17,3 тонн чистого гелия в день. Объём производимого «Ras Laffan Helium» гелия составляет 25 % от общемировой добычи, благодаря чему Катар является вторым в мире после США государством по объёму экспорта гелия[3].
- «Barzan Gas Company Limited» — занимается очисткой добываемого природного газа и продажами трубопроводного газа потребителям в Катаре.

## Производство
СПГ
Завод СПГ состоит из семи производственных линий совокупной мощностью 37,0 млн т СПГ в год и является вторым по установленным мощностям заводом СПГ в мире (после расположенного в том же городе завода компании «Qatargas»).
Гелий
Гелиевый завод мощностью 1,95 млрд куб. футов жидкого гелия в год (две производственные линии; гелиевый завод также расположен в Рас-Лаффане). Это покрывает около 25 % от мирового рынка гелия, что делает Катар вторым в мире по объёму экспортёром гелия.
Rasgas производит 9,2 тонны в день жидкого гелия, что примерно 10 % от общего объема производства гелия в мире.